# Bringsli
Bringsli est une localité du comté de Nordland, en Norvège.

## Géographie
Administrativement, Bringsli fait partie de la kommune de Fauske.